# Ruben Um Nyobé
Ruben Um Nyobé (ur. 10 kwietnia 1913 w Boumnyébel w departamencie Nyong-et-Kellé, zm. 13 września 1958, tamże) – kameruński działacz narodowy i antyimperialny, z zawodu prawnik - sekretarz sądowy.
10 kwietnia 1948 założył L’Union des populations du Cameroun (UPC). Był sekretarzem generalnym partii, Od 1956 był zmuszony do przeniesienia swojej działalności do konspiracji. Został zamordowany w walce z armią francuską. Jego następcą został Félix-Roland Moumié.